# Les Amours de Lady Hamilton
Pour plus de détails, voir Fiche technique et Distribution.
Les Amours de Lady Hamilton (titre italien : Le calde notti di Lady Hamilton) est un film italo-germano-franco-américain réalisé par Christian-Jaque, d'après le roman d'Alexandre Dumas Lady Hamilton, sorti en salles en 1968.

## Synopsis
Une jeune fille du peuple monte tous les échelons de l'ascension sociale et devient la femme de l'ambassadeur de Naples, William Hamilton. À Naples où elle a été envoyée pour apprendre à être une Lady, elle devient l'amie intime de la Reine Marie-Caroline, grâce à qui, elle fait connaissance de l'officier, devenu amiral Nelson. Ils deviennent amants mais l'amiral meurt à la Bataille de Trafalgar. Lady Hamilton le pleure.

## Fiche technique
- Titre : Les Amours de Lady Hamilton
- Titre original : Le calde notti di Lady Hamilton
- Réalisation : Christian-Jaque
- Scénario : Werner P. Zibaso, Valeria Bonamano, Jameson Brewer
- Producteurs : Alberto Grimaldi, Wolf C. Hartwig, Peer J. Oppenheimer
- Sociétés de production : PEA, Rapid-Film (Munich), Peer Oppenheimer Production Inc., SNEG
- Musique : Riz Ortolani
- Photographie : Pierre Petit
- Décors : Saverio D'Eugenio
- Costumes : Rosine Delamare
- Montage : Eugenio Alabiso, Herbert Taschner
- Pays de production :  France,  Italie,  Allemagne de l'Ouest,  États-Unis
- Format : Couleur 2.35
- Genre : Drame, Romance
- Durée : 100 minutes
- Date de sortie : 1968

## Distribution
- Michèle Mercier : lady Hamilton
- Nadja Tiller : Marie-Caroline / la reine Caroline de Naples
- John Mills : Lord William Hamilton
- Richard Johnson : Amiral Horatio Nelson
- Harald Leipnitz : Harry Featherstone
- Boy Gobert : George Romney
- Venantino Venantini : Carocciolo
- Mario Pisu : le roi Ferdinand
- Howard Ross : Dick